# Solarertrag
Der Solarertrag ist eine Kenngröße für den energetischen Ertrag einer thermischen Solaranlage oder eines Gebäudes, das mit solarer Energie versorgt wird. Bei Photovoltaikanlagen wird der Begriff spezifischer Ertrag verwendet.

## Spezifischer Solarertrag bei Kollektoren
Der Solarertrag wird als spezifischer Wert für Sonnenkollektoren angegeben und hat die Einheit kWh/m². Einheitliche Vorgaben für die Ermittlung des Solarertrages macht die DIN 4757.

## Solarertrag für Gebäude
Der Solarertrag eines Gebäudes wird bei Ausführung von Einrichtungen zur Gewinnung von Sonnenenergie zur energetischen Nutzung im Gebäude angegeben. Er bezeichnet die Energiemenge, die innerhalb eines Jahres durch Sonnenenergie gewonnen werden kann und wird zumeist in kWh angegeben. Die Berechnung des Solarertrages für Gebäude erfolgt nach der Energieeinsparverordnung bzw. DIN V 18599.

## Solarertrag bei Photovoltaik
Als Maßeinheit für den Ertrag einer PV-Anlage dient der „spezifische Ertrag“, der Quotient aus dem jährlichen Anlagen-Energieertrag in Kilowattstunden (kWh) und der Anlagen-Nennleistung in Kilowatt Peak (kWp). Dieser spezifische Ertrag hat die Dimension kWh/kWp und ermöglicht, da er den Energie-Ertrag pro Leistungseinheit kWp ausweist, den Vergleich verschiedener PV-Anlagen. Die Anlagen-Nennleistung ergibt sich aus der Summe der Solarmodul-Nennleistungen, die von den Herstellern nach einem standardisierten Verfahren für jeden Modul-Typ ermittelt und ausgewiesen werden müssen. Eine PV-Anlage mit der Nennleistung von 11,48 kWp (28 Module zu 410 Wp) und mit einem jährlichen Energieertrag von 10.906 kWh hat dementsprechend einen spezifischen Ertrag von 950 kWh/kWp. Da der Anlagenertrag von der jährlich wetterbedingt schwankenden Globalstrahlung, der Moduldegradation und der Anlagenverfügbarkeit beeinflusst wird, ist er nicht von Jahr zu Jahr konstant. Bei mittlerer Globalstrahlung, passender Ausrichtung und Modulneigung sind in Deutschland bei störungsfreiem Betrieb spezifische Erträge von 950 bis 1.100 kWh/kWp zu erwarten.